# Bellante
Bellante est une commune de la province de Teramo dans les Abruzzes en Italie.

## Administration
| Période                                  | Période  | Identité             | Étiquette       | Qualité |
| ---------------------------------------- | -------- | -------------------- | --------------- | ------- |
| 30 mai 2006                              | En cours | Domenico Di Sabatino | Centro-Sinistra |         |
| Les données manquantes sont à compléter. |          |                      |                 |         |

### Hameaux
La commune de Bellante est composée de plusieurs hameaux : Bellante Stazione, Collerenti, Penna alta, Penna bassa, Ripattone(o Ripattoni), San Mauro, Sant'Angelo a Marano, Villa Casalena, Villa Rasicci, Villa Ardente, Molino San Nicola, Chiareto di Bellante, Sant'Arcangelo.

### Communes limitrophes
Campli, Castellalto, Mosciano Sant'Angelo, Sant'Omero, Teramo

## Cyclisme
La 4e étape de Tirreno-Adriatico 2022 faisait étape à Bellante et fut remportée par Tadej Pogačar à l'issue de la montée finale. Le coureur slovène s'emparait du même coup du maillot de leader.